# Tapper
Tapper est un jeu d'arcade édité en 1983 par Bally Midway. Le but du jeu est de servir de la bière et de recueillir des verres vides ou des pourboires. La première version arborait le logo de la marque Budweiser qui a commandé le jeu à Bally Midway.

## Système de jeu
L'écran de jeu de Tapper présente quatre bars. Des clients arrivent régulièrement à l'extrémité de chaque bar et réclament des boissons. En tant que tenancier du bar, le joueur doit préparer des verres de boisson et les envoyer glisser jusqu'aux buveurs à mesure qu'ils avancent lentement vers le barman. Lorsqu'il attrape son verre, le client est repoussé là d'où il vient. Des clients peuvent ne pas être repoussés, ils consomment alors leur boisson sur place et renvoient leur verre au barman. Celui-ci perd une vie s'il ne rattrape pas le verre vide à temps, s'il envoie trop de bières alors qu'il n'y a pas de clients ou encore si l'un des clients parvient jusqu'à l'extrémité du bar. De temps en temps, les buveurs peuvent laisser un pourboire. Aller le chercher offre des points supplémentaires et lance une scène de divertissement pendant laquelle les clients n'avancent plus et ne récupèrent plus de verre. Le niveau est terminé quand tous les buveurs ont été servis. Au fil du jeu, les clients apparaissent plus fréquemment, se déplacent plus vite et sont repoussés sur de plus courtes distances. Entre les niveaux, un jeu bonus permet de marquer plus de points.
Il existe quatre ambiances différentes. Un bar western avec des cow-boys, un bar des sports avec des athlètes, un bar punk rock avec des rockeurs et un bar de l'espace avec des extraterrestres.

## Équipe de développement
L'équipe de Marvin glass and associates est composée de :
- Steve Meyer (programmation)
- Scott Morrison (graphisme)
- Rick Hicaro (son)
- Elaine Ditton (support)

## Adaptations
En 1984, Bally Midway sort Root Beer Tapper, une version du jeu sans alcool (le barman sert du soda à la place de la bière) pour pouvoir investir plus largement les salles d'arcade et se détache ainsi du produit marketing d'origine.
Par ailleurs, le jeu est représenté dans le film d'animation Les Mondes de Ralph (2012).